# Теплосприйняття
Теплосприйняття — перенесення теплоти з поверхні конструкції в довкілля за рахунок конвективного і променистого теплообміну. Теплосприйняття поверхні вимірюється в кДж/кг або кДж/м3.
Відповідно розрізняють конвективне і радіаційне теплосприйняття. Наприклад, при розрахунках котлів що працюють на газоподібному паливі і мазуті (котли типу ГМ-35М, ГМ-50-1, БКЗ-75-39 ГМА), конвективне теплосприйняття залежить від швидкості димових газів (W) або їх об’єму (V), кДж/м3. Радіаційне теплосприйняття залежить від температури димових газів в топці котла, від теоретичної (адіабатичної) температури.